# Phare de Winter Harbor
Le phare de Winter Harbor (en anglais : Winter Harbor Light) est un phare inactif situé à Winter Harbor dans le Comté de Hancock (État du Maine).
Il est inscrit au Registre national des lieux historiques depuis le 1er février 1988 .

## Histoire
Le phare de Winter Harbor est situé sur Mark Island, une petite île située près de la péninsule Schoodic près de l'entrée du port principal de la ville. La station de signalisation été mise en service en 1856 et désactivée en 1933. Elle occupe toute l'île. La station est, depuis sa désactivation, une propriété privée. La ville de Winter Harbor occupe la partie sud-ouest de la péninsule Schoodic , qui s'avance dans le golfe du Maine à l'est de l'île des Monts Déserts.
Le phare comprend quatre structures, dont la principale est la tour et la maison du gardien. La tour, construite en 1856, est une structure en briques rondes surmontée d'une lanterne octogonale originale avec une passerelle en fer et des balustrades tout autour. Une salle de travail en brique de plain-pied fait saillie à partir de la tour et est reliée à la maison par un enclos en bois avec un toit en appentis. La maison du gardien est une structure à ossature de bois de deux étages construite en 1876 pour remplacer la maison du gardien d'origine. Les autres bâtiments de la propriété sont un petit hangar en bois, une petite cabane à huile en brique construite en 1905 et un hangar à bateaux construit en 1878.
La lumière a été mise en service en 1856, fonctionnant avec une lentille de Fresnel de cinquième ordre, servant d’aide à la navigation pour la flotte de pêche locale. La lumière a été mise hors service en 1934 et vendue à des particuliers.

## Description
Le phare  est une tour cylindrique en brique, avec une galerie et une lanterne de 6 m de haut. La tour est peinte en blanc et la lanterne est noire. Le phare a été remplacé par une bouée à cloche.
Identifiant : ARLHS : USA-900 ; USCG : 1-1915 .
|          |
| Le phare |

|          |
| Le phare |

### Lien connexe
- Liste des phares du Maine